# تومسون رويترز

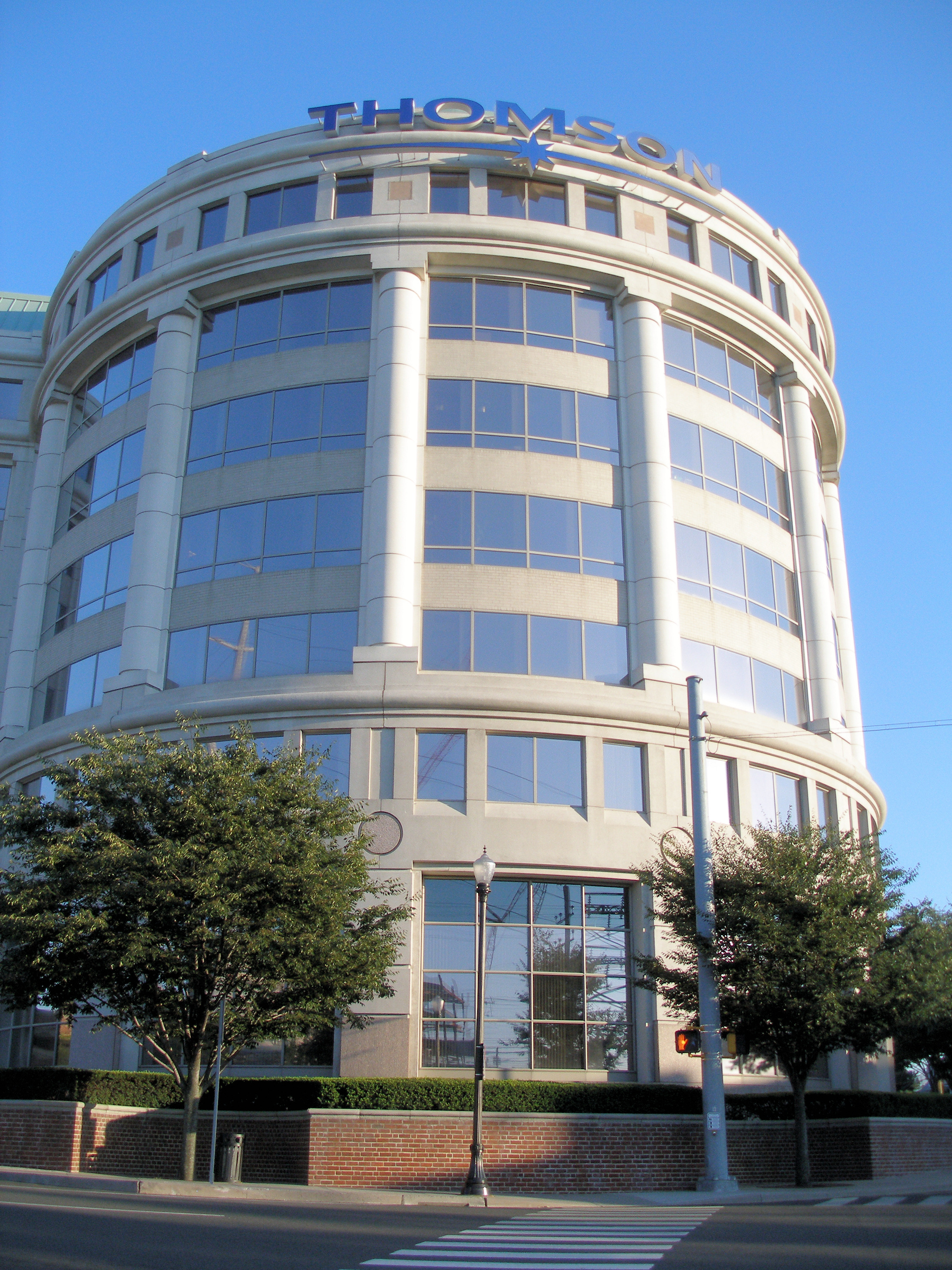
يقع المقر الرئيسي لتومسون رويترز في مبنى وسط مدينة ستامفورد في ولاية كونيتيكت الأمريكية. كان هذا المبنى في السابق بمثابة المقر العالمي لشركة تومسون الكندية.

شركة تومسون رويترز (بالإنجليزية: Thomson Reuters Corporation)‏ هي وكالة أنباء عالمية وشركة مُتعددة الجنسيات يقع مقرها الرئيسي في كندا، وبالضبط في 333 باي ستريت (مركز باي أديلايد [الإنجليزية]) في مدينة تورونتو في مُقاطعة أونتاريو الكندية. أدرجت أسهم الشركة في كل من مًؤشر فوتسي 100 البريطاني وبورصة تورونتو الكندية.
تأسست شركة تومسون رويترز بعد اكتمال صفقة شراء شركة تومسون لمجموعة رويترز [الإنجليزية] البريطانية في أبريل 2008. أسهُم الشركة مملوكة في الغالب لشركة ذا وودبريدج [الإنجليزية]، وهي شركة قابضة تملكها عائلة تومسون [الإنجليزية].

## التاريخ

### شركة تومسون
أسس البارون روي تومسون [الإنجليزية] شركة تومسون سنة 1934 في أونتاريو، وقد كانت الشركة في البداية تملك صحيفة تيمينز دايلي بريس [الإنجليزية]. في سنة 1953، استحوذ تومسون على صحيفة ذا سكوتسمان [الإنجليزية]، ثُم نقل عمليات الشركة إلى اسكتلندا في العام التالي. في سنة 1959، اشترى تومسون مجموعة «كيمسلي» (بالإنجليزية: Kemsley)‏، وهي عملية شراء مكنته من السيطرة على صحيفة الصنداي تايمز البريطانية. أما في سنة 1967، فقد استحوذ تومسون على مُنظمة التايمز في عملية مُنفصلة. قبل ذلك في سنة 1965، انتقل تومسون للعمل في مجال الطيران، حيث اشترى في تلك السنة شركة خطوط بريتانيا الجوية [الإنجليزية]. في سنة 1971، ولج تومسون مجال استكشاف النفط والغاز، حيث شارك في ائتلاف تجاري لاستغلال الاحتياطيات النفطية في بحر الشمال. في سبعينيات القرن العشرين، وبعد وفاة تومسون، انسحبت الشركة من الصحف الوطنية ومن وسائل الإعلام الإذاعية التي تمتلكها، حيث باعت حصصها في كُل من التايمز والصنداي تايمز والتلفزيون الإسكتلندي. بدلاً من ذلك، انتقلت شركة تومسون إلى النشر، حيث اشترت سنة 1988 دار نشر تُدعى سويت آند ماكسويل [الإنجليزية]. كانت شركة تومسون في ذلك الوقت تُعرف باسم «مُنظمة تومسون الدولية المحدودة» (بالإنجليزية: International Thomson Organisation Ltd)‏ وتُعرف اختصارا باسم «إيتول» (بالإنجليزية: ITOL)‏.

### مجموعة رويترز
في سنة 1851، أسس بول يوليوس رويتر شركة رويترز في لندن، باعتبارها شركة تنقُل عروض أسعار أسواق الأوراق المالية والبورصات. أنشأ رويتر مكتبه «سابمارين تلغراف» (بالإنجليزية: Submarine Telegraph)‏ في أكتوبر 1851، وتفاوض على عقد مع بورصة لندن لتوفير أسعار الأسهُم من البورصات القارية مُقابل الوصول إلى أسعار لندن، والتي قدمها بعد ذلك إلى سماسرة البورصة في باريس في فرنسا. في سنة 1865، كانت رويترز في لندن أول مُنظمة تُبلغ عن اغتيال أبراهام لنكولن. شاركت الشركة في تطوير استخدام الراديو عام 1923. في سنة 1941، استحوذت المطبعة الوطنية والمحلية البريطانية على شركة رويترز، وأُدرجت لأول مرة في بورصة لندن سنة 1984. نمت رويترز بسرعة في عقد الثمانينيات من القرن العشرين، مما ساهم في توسع نطاق مُنتجاتها، وأيضا توسيع شبكة التقارير العالمية لوسائل الإعلام والخدمات المالية والاقتصادية التي تُغطيها الشركة. أطلقت شركة رويترز العديد من الخدمات والمُنتجات الرئيسية، والتي من بينها «إيكويتيز 2000» (بالإنجليزية: Equities 2000)‏ سنة 1987، و«ديلين 2000-2» (بالإنجليزية: D2000-2)‏ سنة 1992، و«بيزنس بريفينغ» (بالإنجليزية: Business Briefing)‏ سنة 1994، وخدمة تلفزيون رويترز للأسواق المالية في نفس السنة، و«3000 سيريز» (بالإنجليزية: 3000 Series)‏ سنة 1996، وخدمة رويترز 3000 إكسترا [الإنجليزية] سنة 1999.

### استحواذ تومسون على رويترز
في 17 أبريل 2008، استحوذت شركة تومسون على مجموعة رويترز، لتُغير الشركة بعدها اسمها إلى شركة تومسون رويترز. سابقا، كانت شركة تومسون رويترز تعمل بموجب نظام شركة مُدرجة في البورصة مرتين [الإنجليزية] (“DLC”)، حيث كانت لديها شركتان أم كلاهُما مُدرج في البورصة، وهُما شركتا «تومسون رويترز» (بالإنجليزية: Thomson Reuters Corporation)‏ و«تومسون رويترز بي إل سي» (بالإنجليزية: Thomson Reuters PLC)‏. في سنة 2009، وحدت تومسون رويترز هيكل شركتها المُدرجة في البورصة مرتين، وأوقفت إدراجها في بورصتي لندن ونازداك. حاليا، شركة تومسون رويترز مُدرجة فقط باسم «شركة تومسون رويترز» (بالإنجليزية: Thomson Reuters Corporation)‏ في كُل من بورصة نيويورك للأوراق المالية وبورصة تورونتو (تحت رمز: TRI).
في سنة 2010، احتلت تومسون رويترز المرتبة الأولى في تصنيف إنتر براند للعلامات التجارية الكندية.
في فبراير 2013، أعلنت تومسون رويترز أنها ستُلغي 2500 وظيفة في أقسام الشركة القانونية والمالية والمخاطر، بغرض خفض التكاليف والمصاريف. في أكتوبر 2013، أعلنت تومسون رويترز أنها ستُلغي 3000 وظيفة أخرى، مُعظمها في نفس الأقسام الثلاثة.

### صفقة الاندماج بين الشركتين
راجعت وزارة العدل الأمريكية والمُفوضية الأوروبية صفقة اندماج تومسون رويترز، ثُم في 19 فبراير 2008، وافقت كُل من وزارة العدل والمُفوضية على هذه الصفقة، لكن مع بعض طلبات التسوية. طلبت وزارة العدل من شركة تومسون رويترز بيع نُسخ من البيانات الواردة في المُنتجات والخدمات التالية: «تومسونز وورلد سكوب» (بالإنجليزية: Thomson's WorldScope)‏، و«تقديرات رويترز» (بالإنجليزية: Reuters Estimates)‏، و«قاعدة بيانات أبحاث ما بعد البيع لرويترز» (بالإنجليزية: Reuters Aftermarket Research Database)‏. تتطلب هذه التسوية المُقترحة أيضًا ترخيص الملكية الفكرية ذات الصلة، والوصول إلى المُوظفين، والدعم الانتقالي، وذلك بغرض ضمان أن المُشتري لكل مجموعة من هذه البيانات يمكنه الاستمرار في تحديث قاعدة البيانات الخاصة به، من أجل الاستمرار في تقديم مُنتج تنافُسي للمُستخدمين. فرضت المُفوضية الأوروبية طلبات مُماثلة على شركة تومسون رويترز، حيث وفقًا للبيان الصحفي الصادر عن المُفوضية، «التزمت الأطراف بتصفية قواعد البيانات التي تحتوي على مُحتويات منتجات المعلومات المالية هذه، جنبًا إلى جنب مع الأصول ذات الصلة والمُوظفين وقاعدة العملاء حسب الاقتضاء، وذلك للسماح لمُشتري قواعد البيانات والأصول هذه بإعادة تأسيس هذه الخدمات والمُنتجات بسرعة كقوة تنافسية ذات مصداقية في السوق في منافسة مع الكيان المندمج، وإعادة هذه الخدمات أيضا إلى تنافسيتها التي كانت عليها في فترة ما قبل الاندماج في المجالات المعنية».
اعتبر العديد من المُحللين طلبات التسوية هذه طفيفة جدًا، بالمُقارنة مع حجم ونطاق الصفقة. وفقًا لصحيفة فاينانشيال تايمز، فإن «الطلبات التي اقترحتها سلطات المنافسة لن يتجاوز تأثيرها مبلغ 25 مليون دولار من عائدات مجموعة تومسون رويترز الجديدة، حيث أن هذه العائدات تفوق 13 مليار دولار».

وافق مكتب المُنافسة الكندي من جانبه على هذه الصفقة.

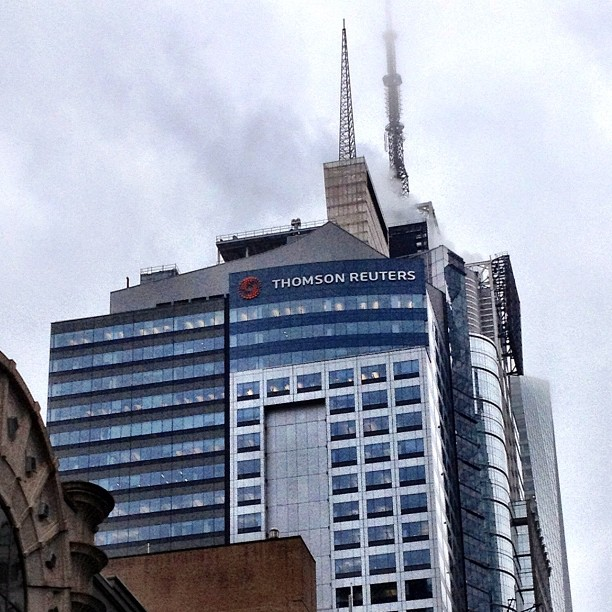
مبنى تومسون رويترز كما يُرى من الجادة الثامنة في وسط مانهاتن.